# 망정로
망정로(Mangjeong-ro)는 대한민국의 경상북도 영천시 동부동 중심부를 연결하는 도로이다.

## 노선 경로
- 영화로와 직결
- 사거리 명칭 미상 - 호국로
- 삼거리 명칭 미상 - 언하공단로, 창선길